# Jacques Beurlet
Jacques Beurlet dit Jacky Beurlet est un footballeur belge né le 21 décembre 1944 à Marche-en-Famenne (Belgique) et mort le 26 septembre 2020 dans la même ville.

## Biographie
Jacques Beurlet a fait toute sa carrière professionnelle comme arrière latéral droit au Standard de Liège où il a joué 348 matches, marqué 12 buts et remporté 4 titres de Champion de Belgique. Il a joué 3 fois avec les  
Diables Rouges et a été présélectionné pour la Coupe du monde en 1970. Après sa carrière de footballeur, Jacky est devenu conducteur de train à la SNCB, au dépôt de Kinkempois dans la province de Liège.

## Palmarès
- International de 1972 à 1973 (2 sélections et 1 but marqué)
- Présélectionné à la Coupe du monde 1970 (ne joue pas)
- Champion de Belgique en 1963, 1969, 1970 et 1971 avec le Standard de Liège
- Vice-Champion de Belgique en 1962, 1965 et 1973 avec le Standard de Liège
- Vainqueur de la Coupe de Belgique en 1966 et 1967 avec le Standard de Liège
- Finaliste de la Coupe de Belgique en 1965, 1972 et 1973 avec le Standard de Liège
- Finaliste de la Coupe de la Ligue Pro en 1974 avec le Standard de Liège